# Яковина Микола Михайлович
Микола Михайлович Якови́на (нар.24 березня 1957, м. Караганда, Казахстан) — український політик, державний та громадський діяч, художник, архітектор; член Національної спілки художників України (з 2000 р.); президент Українського національного комітету Міжнародної ради з питань пам'яток і визначних місць (ICOMOS), (з 2007 р.), голова Українського національного комітету Міжнародного Блакитного Щита (ICBS) (з 2014 р.).
Один із засновників Народного Руху України за перебудову (1989), перший некомуніст, обраний головою обласної ради в Радянському Союзі (Івано-Франківська область, 4 квітня 1990 р.). Найдовший час у 1990-х рр. очолював Міністерство культури України як виконувач обов'язків Міністра (08.1994-09.1995).

## Біографія
Народився 24 березня 1957 р. у місті Караганді (Казахстан) в сім'ї українців, депортованих з Галичини 1947 р. Родина батька Яковини Михайла Михайловича (1931 р.н.) походить із села Мостище Калуського району Івано-Франківської області. Три старші сестри батька за опір комуністичній окупації були засуджені до ув'язнення в ГУЛАГу на терміни, що в сумі разом склали півстоліття. Мати Катерина Матвіївна Яковина (до шлюбу Шевчук) народилася 1936 р. у с. Голинь Калуського району Івано-Франківської області, в 1947 р. втратила двох братів і сестру, активних учасників збройного підпілля ОУН.
На батьківщину родина повернулася у 1966 році, з 1968 р. оселилася у селищі Брошнів-Осада Рожнятівського району Івано-Франківської області.
Одружений, дружина — Базак Марта Іванівна, художниця. Двоє дітей — доньки Іванна-Катерина та Тереза-Тетяна, обидві — художниці. Мешкає у Києві.

## Освіта
За освітою — художник. Вчився в Івано-Франківській дитячій художній школі, пізніше — у республіканській художній школі імені Тараса Шевченка в Києві (1972—1975), де вивчав живопис і графіку; у Львівському державному інституті прикладного і декоративного мистецтва, факультет інтер'єру та обладнання (1975—1980).
Закінчив Львівський державний університет ім. І.Франка, спецправовий факультет (1995) і аспірантуру Львівського державного університету ім. І.Франка, юридичний факультет (1999).

## Політична діяльність
У політиці — з середини 1980-х рр. Автор численних проблемних статей та есе в місцевій періодиці, активний захисник пам'яток історичної спадщини, зокрема один з трьох авторів телеграми на адресу з'їзду Компартії України з приводу руйнування караїмської кенеси у Галичі (1986). Його публікації в місцевій пресі піддавалися спочатку остракізму, зокрема, за участю представників КДБ у трудовому колективі за місцем роботи, потім з початком горбачовських новацій ставали темою обговорень на зборах первинних компартійних організацій. З осені 1988 р. співпрацював через Романа Корогодського з ініціативною групою Українського «Меморіалу», забезпечив участь у роботі установчого з'їзду «Меморіалу» в Києві представників Народного Фронту Латвії Сандри Калнієте та Інта Цалітіса. Також всупереч «призначеним» компартійними органами «активістам» зумів сформувати незалежну делегацію від Івано-Франківщини на установчий з'їзду «Меморіалу», в якому взяв участь разом зі священиком о. Я.Лесівим та художником О.Заливахою (1989). Активіст Товариства української мови ім. Т.Шевченка, член правління обласної організації ТУМ. Автор друкованих матеріалів про створення НРУ в ризькій газеті «Атмода» (1989). Учасник установчої конференції Народного Руху України у Львові в Пороховій вежі 8 травня 1989 р. та конференції НРУ у київському Будинку кіно 1 липня 1989 р. Один із засновників Народного Руху України за перебудову, відповідальний секретар установчого з'їзду НРУ по Івано-Франківській області (1989), засновник і перший голова Івано-Франківської обласної організації Народного Руху України (1989—1991), член Центрального проводу Руху (1990—1992).
Впродовж 1989 р. організував низку протестних акцій, провів успішні установчі збори в кількох районах та містах області, заснував «самвидавну» газету «Галичина» тексти і макет якої створював разом з Юрієм Андруховичем, Маркіяном Чучуком та Северином Салітрою, тиражувалася газета в Ризі у Латвії. Як провідник крайового Руху ініціював продовження Ланцюга Злуки від Києва через Львів до Івано-Франківська у неділю 21.01.1990 р., аргументуючи це фактичним місцезнаходженням столиці ЗУНР у Станиславові наприкінці 1918 — на початку 1919 р. Забезпечив проведення Ланцюга Злуки по Івано-Франківщині до міста Стрия Львівської обл., після чого на центральному майдані Івано-Франківська під час багатотисячного мітингу під його керівництвом було урочисто встановлено флагшток із національним синьо-жовтим стягом. На відкриття мітингу М.Яковина запросив одного з небагатьох живих тоді учасників визвольних змагань — січового стрільця Миколу Серганюка з Коломиї.
Керівник успішних виборчих кампаній 1989—1990 рр. в Івано-Франківській області. Зокрема завдяки концепції М.Яковини щодо висунення кількох узгоджених кандидатів у жовтні 1989 р. було успішно реалізовано план крайового Руху з обрання народним депутатом СРСР Дмитра Павличка, а на виборах народних депутатів УРСР у березні 1990 р. кандидати від Руху на Івано-Франківщині вибороли 11 з 12 мандатів. Також вибори до обласної ради та місцевих рад нижчого рівня продемонстрували цілковиту перемогу очолюваної ним організації.
1990 р. став першим безпартійним і наймолодшим в СРСР головою обласної Ради народних депутатів. У 1990 р. втілив у життя рішення про національну символіку, про права учасників визвольних змагань, про скасування російської мови в початкових класах загальноосвітніх шкіл області, про зупинення призову з області юнаків до Радянської Армії, про початок земельної реформи, про скасування закритого статусу області. Як голова облвиконкому забезпечив у 1991 р. третій в Україні показник області за темпами зростання промислового виробництва.
Разом з В'ячеславом Чорноволом та Василем Олійником організував проведення у Львові 16 лютого 1991 р. спільного сесійного засідання трьох західноукраїнських обласних рад — Івано-Франківської, Львівської та Тернопільської, що отримало назву Галицька Асамблея. Рішення Галицької Асамблеї про проведення регіонального референдуму з питанням про державну незалежність та про єдність українських земель поклали край дискусії у суміжних країнах про територіальні претензії до УРСР внаслідок денонсації Пакту Молотова — Ріббентропа.
Як член Центрального Проводу Народного Руху України ініціював і забезпечив висування В'ячеслав Чорновола кандидатом у Президенти України.
На 2-му спільному засіданні Івано-Франківської, Львівської та Тернопільської обласних рад 5 вересня у доповіді, присвяченій становленню інститутів публічної влади у новопосталій українській державі виклав концепцію організації органів державної влади та місцевого самоврядування на місцевому та регіональному рівнях, яка невдовзі під його керівництвом була опрацьована у формі трьох законопроєктів робочою групою у складі М. Костицького, В. Кампа, П. Стецюка, І. Коліушка, О. Павленка та інших правників і популяризувалася в той час під назвою «доктрина Кампа-Яковини». До роботи робочої групи була прикута увага і державного керівництва (напрацювання групи за дорученням Голови Верховної Ради України Леоніда Кравчука вивчав Іван Тимченко), і політичних лідерів східних та південних регіонів країни. Леонід Юзьков визнавав публічно авторство М. Яковини на термін «місцева державна адміністрація».
На 2 Великих Зборах НРУ не підтримав курсу на перетворення НРУ в політичну партію. Вважав помилковою позицію В'ячеслава Чорновола щодо «конструктивної опозиції» до Президента Л.Кравчука замість можливості опанувати структури виконавчої влади, делегувавши до уряду рухівські кадри. Один з ініціаторів інспірованої Кравчуком невдалої спроби розколу Народного Руху України в 1992 році, названої Всенародний Рух України (ВсРух).
Після скорочення повноважень обласних рад і запровадження інституту представників Президента України з формуванням місцевих державних адміністрацій неодноразово застерігав від централістських деформацій та дисбалансу в організації публічної влади субнаціонального рівня, виступив ініціатором опрацювання концептуальних засад розділів, присвячених самоврядуванню у проєкті нової Конституції України, що отримав підтримку за підписами голів кільканадцяти обласних рад України, включаючи як західні, так і південно-східні регіони. Однак, ініціативи місцевих рад у 1992 р. сприймалися в Києві як перешкода у розбудові соборної держави і були проігноровані. Тому М. Яковина вирішив піти з посади голови обласної ради, коли після формування Кабінету прем'єр-міністра Л. Кучми йому була зроблена пропозиція працювати під керівництвом Івана Дзюби в Міністерстві культури України.
Після звільнення з посади Міністра культури Івана Дзюби з серпня 1994 до вересня 1995 р виконував обов'язки Міністра культури України у складі двох урядів (В. Масола та Є. Марчука), забезпечив завершення розробки Основних положень Концепції державної культурної політики (1995), Закону про музеї та музейну справу (1995), Положення про національний заклад культури (1995), сприяв створенню нових заповідників (Батурин, Глухів, Галич, Острог, Теребовля) та наданню статусу національних 11 закладам культури та мистецьким колективам, об'єднанню Одеської кіностудії художніх фільмів, створенню Інституту культурної політики, Національного центру ім. Олександра Довженка. Заснував науково-дослідний інститут пам'яткоохоронних досліджень.
У 2000—2001 рр. працював радником прем'єр-міністра В. Ющенка.
Потім тривалий час присвятив політичній діяльності в опозиції як член президії Центральної ради УНП «Собор» (грудень 1999 — квітень 2002), потім як член об'єднаної УРП «Собор» (квітень 2002 — грудень 2010), де був заступником голови партії (у 2005—2007), а з 2007 р. — першим заступником голови УРП «Собор».
Як кандидат від УРП «Собор» по багатомандатному загальнодержавному округу (Блок «НАША УКРАЇНА», порядковий номер у списку 62) обирався народним депутатом України (25.05.2006 — 14.06.2007, 5 скликання).
18.07.2006 — 14.06.2007 — заступник голови Комітету Верховної Ради України у закордонних справах.
З липня 2008 р. по березень 2010 р. працював заступником Міністра культури і туризму України.

## Творчість
Автор перекладів з польської літератури (Бруно Шульц, Вітольд Гомбрович).
Бере участь у художніх виставках з 1980 р. Член Національної спілки художників України з 2000 р.
Працює в живопису, графіці, вітражі та архітектурі.
Автор вітражів в інтер'єрах Івано-Франківської обласної бібліотеки (тепер монастир сестер Василіянок) та Коломийського національного музею народного мистецтва Гуцульщини і Покуття ім. Йосафата Кобринського, автор архітектури храму Вознесіння Господнього (селище Брошнів-Осада, Івано-Франківська область).
Співавтор концепції та куратор реалізації проєкту "Міжнародне бієнале «Імпреза» в Івано-Франківську 1989—1991 рр.
Твори зберігаються в Івано-Франківському художньому музеї, Івано-Франківському краєзнавчому музеї, Коломийському національному музеї народного мистецтва Гуцульщини і Покуття ім. Йосафата Кобринського, Дирекції виставок Національної спілки художників України, приватних колекціях України, Канади, Польщі, США, Росії, Японії.

## Публікації
- Хроніка Руху: від «третіх совєтів» до самостійної України // Бібліотечка журналу «Ї». — Львів, 2002. 63 с.
- Інститут місцевого самоврядування в Конституції України // Проблеми державотворення і захисту прав людини в Україні. Матеріали III регіональної наукової конференції (лютий 1997 року). — Львів, 1997. — 290 с. — С. 149 −156.
- Історичні традиції місцевого самоврядування в Україні // Проблеми державотворення і захисту прав людини в Україні. Матеріали ІІ регіональної наукової конференції (лютий 1996 року). — Львів, 1996. 170 с. — с.89-97. (у співавторстві з М. М. Мацькевичем).
- Досвід конституційного будівництва Казахстану // Урядовий кур'єр. — 1995. — 8 вересня.
- За що голосували казахстанці // Молодь України. — 1995. — 8 вересня.
- Концепція нової Конституції України i проблеми влади на місцях // Конституція i місцеве самоврядування в Україні. К.: — 1992. — С. 51—56.
- Основи правового статусу області // Конституція i місцеве самоврядування в Україні. — К.: — 1992. — С. 65—68.
- Проблеми вдосконалення територіального устрою та регіонального самоврядування // Актуальні проблеми управління територіями в Україні. — К., 1993. — С. 102—106.
- Проблеми структурної реформи місцевих Рад // Становлення i розвиток місцевого самоврядування в суверенній Українській правовій державі. — Львів: ЛДУ, 1992. — с. 124—126.
- Система влади в контексті президентства // За вільну Україну. — 1991. — 10 вересня.
- Унітарна, децентралізована // Голос України. — 1992. — 31 жовтня.
- Через злагоду — до незалежності: Доповідь на Галицькій Асамблеї // Галичина. — 1991. — 21 лютого.
- Палаючі птахи Владислава Гасьора. «Всесвіт», листоп. 1989, N 11.

## Переклади
- Шульц Бруно. Птахи: // Єгупець. Художньо-публіцистичний альманах Асоціації юдаїки України. — Київ. — 1995. — N 1. — стор. 56-59.
- Шульц Бруно. Вулиця Крокодилів. Друга осінь: // «Ї». — Львів. — 1995. — N 1 (6). — стор. 81-90.
- Шульц Бруно. Птахи. Друга осінь. Санаторій «Під клепсидрою»: // Сучасність. — 1992. — Жовт. N 10. — стор. 23-41.
- Шульц Бруно. Друга осінь: // Комс. прапор (Альманах «Літ. Прикарпаття»). — 1988. — 26 листоп.